# Cyujo
株式会社Cyujo（ちゅうじょ、CYUJO CO., LTD.）は、大阪市中央区に本社を置くホームページ制作会社。
2021年4月より大阪府・大阪市・大阪観光局が中心となり設置を進めている「Osaka Free Wi-Fi」整備計画推進委員会の幹事会社として参画。
公益財団法人大阪観光局の公式アドバイザーに、清水良浩（代表取締役）が2021年6月より就任している。

## 概要
コーポレートサイトやECサイト、スマートフォンサイトなどのWEB制作に加え、紙媒体のグラフィックデザインから、サイトの保守、運営管理、WEBマーケティングのコンサルティングまで一気通貫で制作業務を行っている。
大手金融機関、ミュージシャン、政治家、ケーキ屋、結婚式場、葬儀会社、広告代理店など100業種以上のサイトを制作。
大阪観光局のオフィシャルパートナーとして大阪へのMICE誘致を推進。また全国の貸し会議室のポータルサイト「会議室セレクト」を運営。2016年東京支社開設。2019年(令和元年)に大阪市中央区に本社を置く信和不動産のグループ会社となる。
「なんば安全安⼼にぎわいのまちづくり協議会」の付託を受けて、2024年4月1日よりなんば駅前にある、なんば広場の広告販売管理等業務実施者に選定。

## 事業所
- 大阪本社 大阪市中央区北浜東1-29　GROW北浜ビル8F
- 東京支社 東京都中央区銀座7-13-15 銀座菊池ビル7F

## 関連会社（信和グループ）
- 信和ホールディングス株式会社
- 信和建設株式会社
- 信和不動産株式会社
- 信和コミュニティ株式会社
- 信和アセットマネジメント株式会社
- 株式会社新都計画
- Shinwa Real Estate (Thailand) Co.,Ltd.
- 信和ホテルズ株式会社
- 大神田建設株式会社
- 株式会社シニアスタイル
- 株式会社アリストジャパン
- 株式会社シルキーバード
- 株式会社エス・アイ・ルネス